# Saint-Martin-des-Champs, Yvelines
Saint-Martin-des-Champs är en kommun i departementet Yvelines i regionen Île-de-France i norra Frankrike. Kommunen ligger i kantonen Houdan som tillhör arrondissementet Mantes-la-Jolie. År 2022 hade Saint-Martin-des-Champs 304 invånare.

## Befolkningsutveckling
Antalet invånare i kommunen Saint-Martin-des-Champs
| Referens: INSEE |